# Phù Dư Phong
Phù Dư Phong, được biết đến với tên Phù Dư Phong Chương (扶余豊璋 (Fuyo Hōshō)) tại Nhật Bản, là một trong các vương tử của Nghĩa Từ Vương, vị vua cuối cùng của Bách Tế. Sau khi vương quốc thất thủ trước liên quân Đường-Tân La vào năm 660, ông đang ở Nụy Quốc Nhật Bản có thể với thân phận con tim nhằm đảm bảo liên minh giữa Nhật Bản và Bách Tế. Tuy nhiên có nhiều tranh cãi xung quanh việc này. "Phù Dư" là họ của vương tộc Bách Tế.
Ông trở về với quân đội Nhật Bản và tướng Yamato Abe no Hirafu nhằm phục quốc. Tướng Phúc Tín (Boksin) của lực lượng phục quốc Bách Tế đã trao cho ông tước hiệu Phong Chương vương (풍장왕; 豊璋王). Ông hợp nhất với lực lượng kháng chiến Bách Tế của Tướng Phúc Tín. Năm 663, tuy nhiên, quân phục quốc Bách Tế và Nhật Bản đã thua trong trận Bách Giang (Baekgang) trước liên quân Đường và Tân La, Bách Tế hoàn toàn sụp đổ. Phù Dư Phong đào thoát đến Cao Câu Ly. Khi Cao Câu Ly sụp đổ, ông bị quân Đường bắt và đày đến miền nam Trung Quốc. Phần đời sau đó của ông không rõ.
Người đệ của ông là Thiện Quang (Zenkō, 善光 hay 禅広) đã phụng sự cho Nhật Bản và được Thiên hoàng ban cho họ Kudara no Konikishi (百濟王; Bách Tế Vương).